# Juan Escarré
Juan Escarré, född den 23 februari 1969 i Alicante, Spanien, är en spansk landhockeyspelare.
Han tog OS-silver i herrarnas landhockeyturnering i samband med de olympiska landhockeytävlingarna 1996 i Atlanta.